# Arthur, prins av Wales
Arthur Tudor, prins av Wales, född 20 september 1486 i Winchester, död 2 april 1502 på Ludlow Castle, var ett av sju barn och äldste son till Henrik VII av England och Elizabeth av York. Därmed var han arvtagare till den engelska tronen. Han skulle vid ett trontillträde förena huset Lancaster och huset York, vilket skulle sätta punkt för hundratals år av blodigt inbördeskrig.
Henrik VII, som vunnit tronen genom att besegra Rickard III vid Slaget vid Bosworth Field 1485, lade stor vikt vid att konsolidera ätten genom att ordna ett gifte för Arthur som både skulle tillföra kungligt blod, och en mäktig allians. Innan han var två år gammal, arrangerades ett äktenskap mellan Arthur och Katarina av Aragonien, ett äktenskap som skulle göra England till en viktig spelare i det kontinentala maktspelet, men som i ett historiskt perspektiv också skulle komma att ha betydelse för den engelska reformationen. Trolovningen skedde 1497 och den slutgiltiga vigseln ägde rum 1501. I mars 1502 insjuknade dock Arthur och han avled den 5 april samma år. För att hans nästan fem år yngre bror Henrik Tudor, senare Henrik VIII, skulle kunna gifta sig med Arthurs hustru, gavs dispens från påven. När Henriks och Katarinas äktenskap senare annullerades hävdade hon att hennes äktenskap med Arthur varit ogiltigt; hon påstod bestämt att Arthur och hon aldrig fullbordat sitt äktenskap, eftersom något samlag mellan dem aldrig hade ägt rum. Henrik hävdade dock bestämt det motsatta. Det korta äktenskapet mellan Arthur och Katharina under deras tonår, och vittnesmål och undersökningar kring huruvida det fullbordades, kom alltså att spela en avgörande roll under den engelska reformationens genomförande.
Fadern Henrik VII namngav sin äldste son efter den legendariske kung Artur (engelska: king Arthur), delvis som ett tecken på hoppet om en pånyttfödelse för engelsk politisk storhet, delvis för att betona ätten Tudors band till Wales. Han var hertig av Cornwall från födseln, och blev prins av Wales för att hedra Wales som en del av kungariket, samt earl av Chester, 29 november 1489. Arthur liknade sin far och sin bror med rött hår, små ögon och hög näsa. Hans död var förkrossande för både Henrik och Elizabeth, och han fick en påkostad begravning och begravdes i Worcester Cathedral. Enligt folktron är hans hjärta bevarat i Ludlow Castle.

## Biografi

### Uppväxt
Arthur föddes den 20 september 1486 omkring klockan ett på natten. Som son till Henrik VII av England och Elizabeth av York, vilka hade förenat husen Lancaster och York, var han tronarvinge, och Henriks och Elizabeths stora hopp. Födseln firades i hela riket. Han sågs som den som skulle skapa ny fred, förenaren mellan de motsatta elementen rött och vitt (Lancasters röda ros och Yorks vita ros). Han både föddes och döptes i Winchester, och under konfirmationen som följde direkt efter var hans gudfäder de mäktigaste männen i hela landet. Paralleller drogs till Kung Artur, och ankomsten av en arvinge från en röd kung och en vit drottning troddes ha förutspåtts av Merlin. Arthur representerade början på den guldålder som hade avslutats med Henrik VII:s kamp för att trycka ned rebellupproren under slutet av 1400-talet. Då Arthur hölls borta från hovet under rebellupproren vet man i dag inte var han var under tiden.
För att ära Wales del i huset Tudors kungadöme döptes han till Arthur samt gjordes till prins av Wales den 29 november 1489. År 1501 dubbades han riddare av Strumpebandsorden. Ytterligare ett steg i upphöjningsprocessen var att Arthur fick ett eget hov på Ludlow Castle där han uppvaktades av familjerna Griffith, Vaughan och Herbert.

#### Det dynastiska äktenskapet
Innan han var två år gammal, arrangerades ett äktenskap med den spanska prinsessan Katarina av Aragonien, dotter till Ferdinand II av Aragonien och Isabella I av Kastilien. År 1487 kan de första trevande förhandlingarna mellan England och Spanien angående ett äktenskap mellan Arthur och Katarina ha inletts. Arthur var då ännu inte ett år gammal, och Katarina närmade sig två år. År 1488 ombads kastilianen Rodrigo Gonzalva de Puebla att teckna ett äktenskapsfördrag mellan Spanien och England. Henrik VII blev mycket nöjd med fördraget, till skillnad från Spanien och Ferdinand, som fortfarande ansåg att engelsmännen var barbariska. I mars 1489 skrevs dock ett fördrag i Medina del Campo som båda parter blev nöjda med. I slutet av 1496 började trolovningsvillkoren att författas. Tanken var att Katarina skulle komma till England när Arthur fyllde 14 år. Trolovningen genomfördes 1497.

### Vigsel

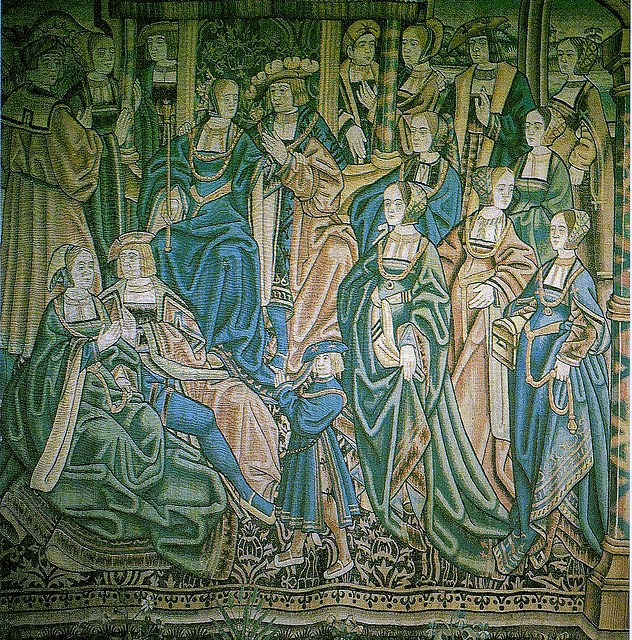
Flamländsk gobeläng som föreställer bröllopet mellan Katarina av Aragonien och Arthur, prins av Wales. Vävd i början av 1500-talet, idag på Magdalen College i Oxford.

Den första vigselceremonin skedde pingstdagen den 19 maj 1499, omkring kl. 9 på Bewdley i Worcestershire. Vigseln var giltig med omedelbar verkan (per verba de prœsenti) och efter att orationen avslutats, sade Arthur "med hög och klar stämma" till Don Pedro de Puebla att han gladde sig mycket över kontraktet med Katarina, ett oupplösligt äktenskap; han drevs inte enbart av hörsamhet till påven och kung Henrik, utan även av sin "djupa och uppriktiga kärlek för den sagda prinsessan, sin fru" Till svar sade De Puebla att han blev tillfreds med detta klargörande, då giftermålet var en frukt av hans ständiga arbete. Efter att fullmakten lästs upp tog Arthur De Pueblas högra hand, och klargjorde att han accepterade honom som Katarinas ombud och Katarina som sin lagvigda och obestridliga fru. Därefter upprepades samma ceremoni, och De Puebla deklarerade att Katarina accepterade Arthur som sin lagvigda och obestridliga make.
Det första mötet mellan Arthur och Katarina ägde rum i Dogmersfield i Hampshire. Arthur och Katarina kunde inte tala varandras modersmål, så i början blev det språk de talade till varandra latin. Dock talade de inte samma dialekt, och hade svårt att göra sig förstådda med varandra. Trots att de inte kunde förstå varandra, eller ens dansa samma danser, förberedde Henrik VII för den sista vigselceremonin i Sankt Pauls-katedralen.
Den 14 november 1501 ägde den slutgiltiga vigseln rum. Sankt Pauls-katedralen var enligt händelsernas krönikör så full att man enbart kunde se ansikten som enligt honom var av "vördnadsfullt väntande och skötsamma deltagare". Banketten efteråt ägde rum på Baynard's Castle. Festen erbjöd "de mest delikata, läckerheter och exotiska kötträtter som kunde fås tag på i hela kungariket England".
Därpå fördes brudparet till sitt rum. Huruvida äktenskapet fullbordades är osäkert och har varit föremål för mycket diskussion. Frågan kom att bli den springande punkten när Henrik VIII senare ville få sitt äktenskap med Katarina av Aragonien annullerat med hänvisning till incest. Enligt tidens synsätt skulle släktskap uppstå mellan dem om hennes äktenskap med Arthur fullbordats, med följd att det senare äktenskapet med brodern vore ogiltigt. Såväl Henrik VII och Elizabeth av York som Ferdinand och Isabella ansåg att ett fysiskt fullbordande av äktenskapet inte var något brådskande, och att Arthur gärna kunde bli äldre först, vilket kan tala för att äktenskapet inte fullbordades. Det ansågs vidare bäst att Arthur och Katarina levde åtskilda tills Arthur blivit äldre och Katarina lärt sig engelska. I december skickades dock Katarina, till sina spanska släktingars förtret, till Ludlow Castle i Wales, där Arthur befann sig, och där han var ordförande för Council of Wales and the Marches. Den kommande vintern i Wales var kall och regnig, och sjukdomar spred sig, vilket kom att ge äktenskapet ett hastigt slut. Det korta äktenskapet mellan Arthur och Katharina under deras tonår, och vittnesmål och undersökningar kring huruvida det fullbordades, kom alltså att spela en avgörande roll under den engelska reformationens genomförande.

### Död
Arthur insjuknade i slutet av mars, kanske av tuberkulos. Svettsjukan härjade, och det kan även ha varit denna som gjorde att Arthur avled, den 2 april 1502. Förutom ovanstående har diabetes varit föreslaget, och medicinska forskare har på senare år spekulerat om den drygt femtonårige Arthurs död berodde på ett utbrott av hantavirus bland gnagare i Wales.
Nyheten om Arthurs död var förkrossande för hans föräldrar; Henrik slogs av "naturlig och plågsam sorg" medan Elizabeths "naturliga och moderliga minne av den stora förlusten träffade henne så hårt i hjärtat att de som var i närheten av henne var villiga att sända efter kungen för att trösta henne". En krönikör liknade hennes sorg vid Jungfru Marias sorg vid korsets fot, och ändå var hon mån om att trösta sin man genom att säga "hur Gud fortfarande hade gett dem en fager, god och lovande prins". Henriks styre blev aldrig likadant igen efter Arthurs död. Då även Elizabeth dog kort därpå trädde Henrik in i ett tillstånd av ständig sorg, dålig hälsa och misstänksamhet.
Arthur begravdes i Worcester Cathedral och minnesmärket över honom restes i katedralen 1504. Hans yngre bror Henrik ärvde hans titlar och skulle så småningom ärva även tronen som Henrik VIII av England. För att brodern skulle kunna gifta sig med änkan gavs dispens från påven. Då deras äktenskap senare annullerades hänvisade man till hennes tidigare äktenskap med Arthur. Både Arthurs liv och död kantades av allmänna ceremonier. Arthurs far ville att hans begravning skulle bli minnesvärd och sörjd över. Enligt folktron är hans hjärta begravet i Ludlow Castle, medan hans kropp är begravd i Worcester Cathedral.

## Arvet efter Arthur
Frågan om ifall Arthurs och Katarinas äktenskap någonsin fullbordades skulle komma att ha stor betydelse för Englands kommande historia. Katarina hävdade senare bestämt att det aldrig fullbordats. Vittnen som hörde Artur uttala sig i frågan menade dock att han hävdat motsatsen – att han skrytsamt efter bröllopsnatten högt ropat efter vatten, eftersom det är ett så "törstväckande arbete" att vara en äkta man.
Det dröjde inte länge efter Arthurs död innan Henrik VII började planera för att istället trolova sin yngre son Henrik vid den spanska prinsessan. Ett äktenskap mellan Henrik och Katarina skulle inte bara ge England möjlighet att behålla blodsband och en politisk pakt med Spanien, vilket blev allt viktigare i takt med att Englands relationer med Skottland och Frankrike blev mer ansträngda, utan det skulle även låta Henrik VII behålla den rika hemgift som Katarina fått med sig. Delar av denna hemgift hade inte betalats, vilket också innebar att Henrik VII ville behålla Katarina som svärdotter för att kunna få resten av den överenskomna hemgiften. Både Henrik VII och Katarinas far Ferdinand begärde därför att påven skulle utfärda en dispens som skulle tillåta prins Henrik och Katarina att vigas, även om äktenskapet mellan Katarina och Arthur "kanske" hade fullbordats vilket enligt tidens katolska lag innebar att Katarinas äktenskap med sin avlidna makes bror skulle betraktas som incestuöst. Efter Isabella av Kastiliens död tappade Henrik VII till del intresse för ett äktenskap mellan prins Henrik och Katarina, särskilt då resten av hemgiften inte betalades. I hemlighet lät kungen därför upphäva trolovningen. Efter Henrik VII:s död 1509 valde dock Henrik VIII att ingå äktenskap med Katarina.
Frågan om Arthurs äktenskap med Katarina och huruvida detta fullbordats kom att utgöra kärnan i "Kungens stora fråga" The King's Great Matter, vilket är det historiska begrepp som används för att beskriva processen där Henrik VIII försökte frigöra sig från sin hustru Katarina för att kunna gifta om sig med Anne Boleyn. Denna process kom att vara från 1520-talet fram till 1532. Henrik anförde Tredje Mosebok 20:21 som bevis på att äktenskapet aldrig kunde ha varit giltigt. I denna bibelvers står det nämligen att den som gifter sig med sin broders änka blottar broderns blygd och ska straffas med barnlöshet. Den sedan länge döde prins Arthur och hans beteende de få nätter han tillbringade i äkta säng kom därmed att hamna i fokus för de undersökningar, rättegångar och politiska förvecklingar som präglade England och Europa under 1520- och 1530-talen. De skrytsamma ord som Arthur yttrade efter bröllopsnatten om att vara törstig då han "tillbringat natten mitt i Spanien" kom att hamna i fokus för Europeisk diplomati.
Påven beslutade till sist att äktenskapet mellan Katarina av Aragonien och Henrik VIII var lagligt, och dispensen giltig. Vid det laget hade dock Henrik frigjort sig från påvemakten för att kunna frigöra sig från Katarina på eget bevåg. Arthur och hans äktenskap med Katarina av Aragonien, kom härmed att vara kärnfrågan som bidrog till att driva fram den engelska reformationen.
2002 hölls en stor rekonstruktion av Arthurs begravning och rekviem i Winchester på 500-årsjubileet av hans död. Bakom projektet stod kaniken Iain McKenzie. I samband med rekonstruktionen hölls en konferens för att lyfta fram Arthurs minne.
Katarinas ord inför rätten som skulle pröva huruvida hennes äktenskap med Henrik VIII var giltigt finns förevigade i William Shakespeares pjäs Henrik VIII. Här har alltså Katarinas ed att Arthur aldrig kände henne i den bibliska betydelsen förevigats.